# 内中駅
内中駅（ネジュンえき）は朝鮮民主主義人民共和国平安北道塩州郡にある、朝鮮民主主義人民共和国鉄道省平義線の駅である。

## 隣の駅
朝鮮民主主義人民共和国鉄道省
平義線
塩州駅 - 内中駅 - 龍州駅